# Kasilof River
Der Kasilof River ist ein 27 Kilometer langer Fluss auf der Westseite der Kenai-Halbinsel im Süden des US-Bundesstaats Alaska.

## Flusslauf
Seine Quelle bildet der Tustumena Lake, von dem er in nördlicher Richtung zum Cook Inlet fließt. Am oberen Flusslauf hat der Kasilof eine hohe Fließgeschwindigkeit, die in Verbindung mit diversen Hindernissen, zu einer Klassifizierung der Stufe 2 auf der Wildwasserschwierigkeitsskala führt. Sein von Schluff getrübtes Wasser ist sehr kalt. Der Unterlauf, wo er auf den Sterling Highway trifft, ist ein beliebtes Gebiet für die Lachsfischerei.